# Wahpeton (Dakota del Norte)
Wahpeton es una ciudad ubicada en el condado de Richland en el estado estadounidense de Dakota del Norte. En el censo de 2010 tenía una población de 7766 habitantes y una densidad poblacional de 566,6 personas por km².

## Geografía
Wahpeton se encuentra ubicada en las coordenadas 46°16′19″N 96°36′42″O / 46.27194, -96.61167. Según la Oficina del Censo de los Estados Unidos, Wahpeton tiene una superficie total de 13.71 km², de la cual 13.71 km² corresponden a tierra firme y (0%) 0 km² es agua.

## Demografía
Según el censo de 2010, había 7766 personas residiendo en Wahpeton. La densidad de población era de 566,6 hab./km². De los 7766 habitantes, Wahpeton estaba compuesto por el 92.65% blancos, el 1.26% eran afroamericanos, el 3.08% eran amerindios, el 0.79% eran asiáticos, el 0.09% eran isleños del Pacífico, el 0.35% eran de otras razas y el 1.79% pertenecían a dos o más razas. Del total de la población el 2.01% eran hispanos o latinos de cualquier raza.

## Personas notables
- Sam Anderson (n. 1945), actor;